# Auckland Grammar School
Auckland Grammar School est une école secondaire publique pour garçons située à Auckland en Nouvelle-Zélande. C'est l'une des plus célèbres écoles de Nouvelle-Zélande.

## Histoire
L'école a été créée et financée par le gouverneur George Grey en 1850 et reconnue comme établissement d'éducation par l'Auckland Grammar Appropriation Act de 1868.

## Architecture

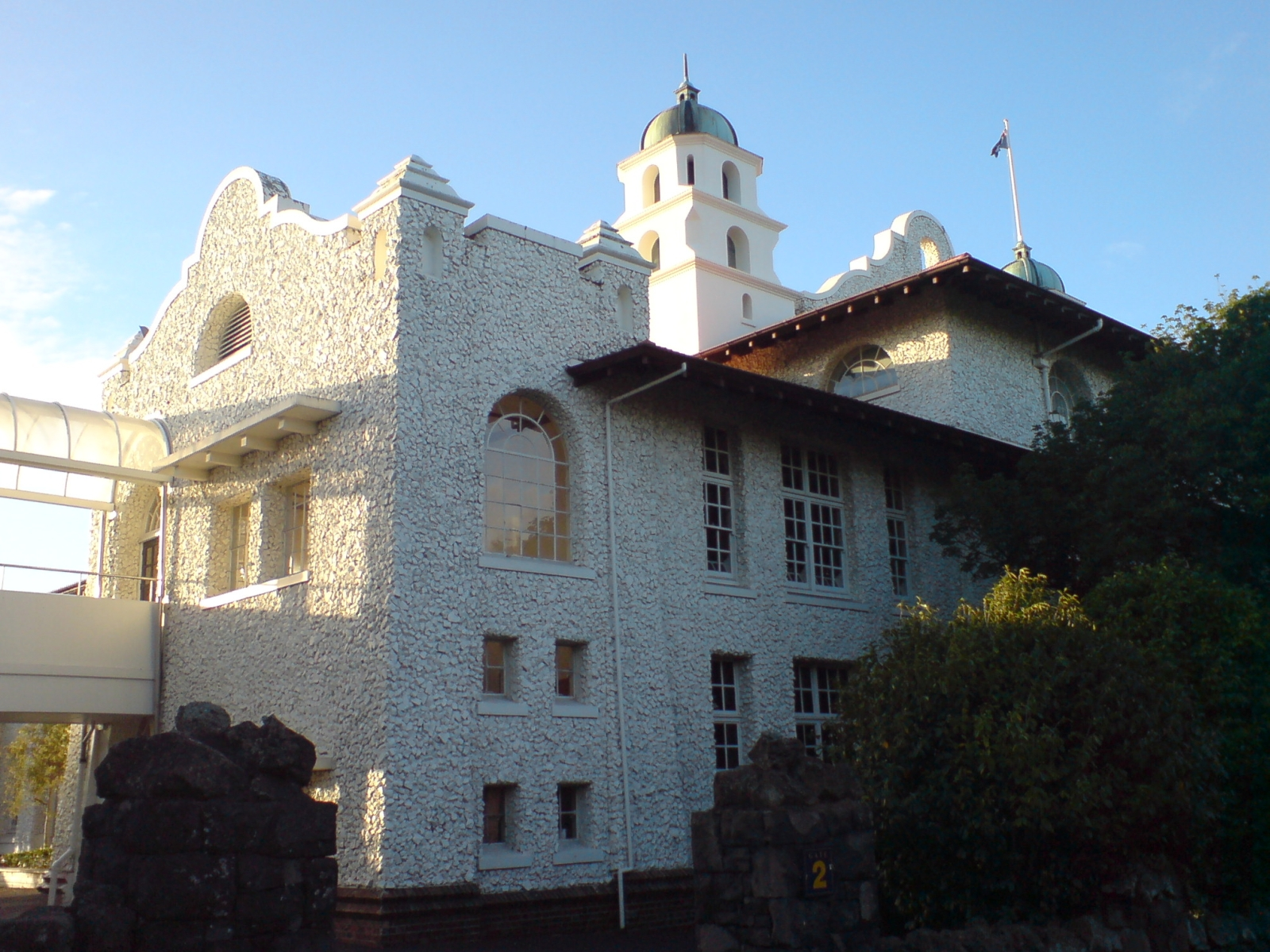
Un aspect du bâtiment principal.

Le bâtiment principal de l'école a été construit en 1916 en style Mission Revival par la firme Arnold & Abbott.